# دی‌تیان
دی‌تیان(به انگلیسی: dithiane) یک ترکیب هتروسیکل است که ساختار آن از یک هسته سیکلوهگزان تشکیل شده که در آن دو پل متیلن (واحد -CH
2) با مراکز گوگرد جایگزین شده است. سه ایزومر این ترکیب عبارتند از ۲٬۱-دی‌تیان ، ۳٬۱-دی‌تیان و ۴٬۱-دی‌تیان.